# Saint-Antoine-de-Breuilh
Saint-Antoine-de-Breuilh é uma comuna francesa na região administrativa da Nova Aquitânia, no departamento Dordonha. Estende-se por uma área de 17,74 km². Em 2010 a comuna tinha 1 910 habitantes (densidade: 107,7 hab./km²).